# ジョーン・レスリー

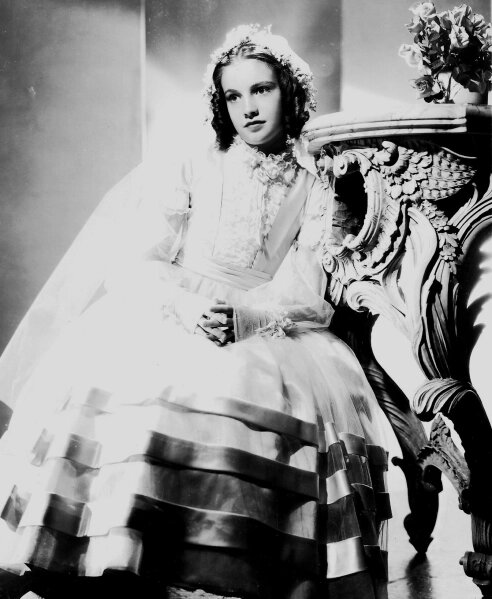
11歳のジョーン・レスリー（『椿姫』宣材写真）

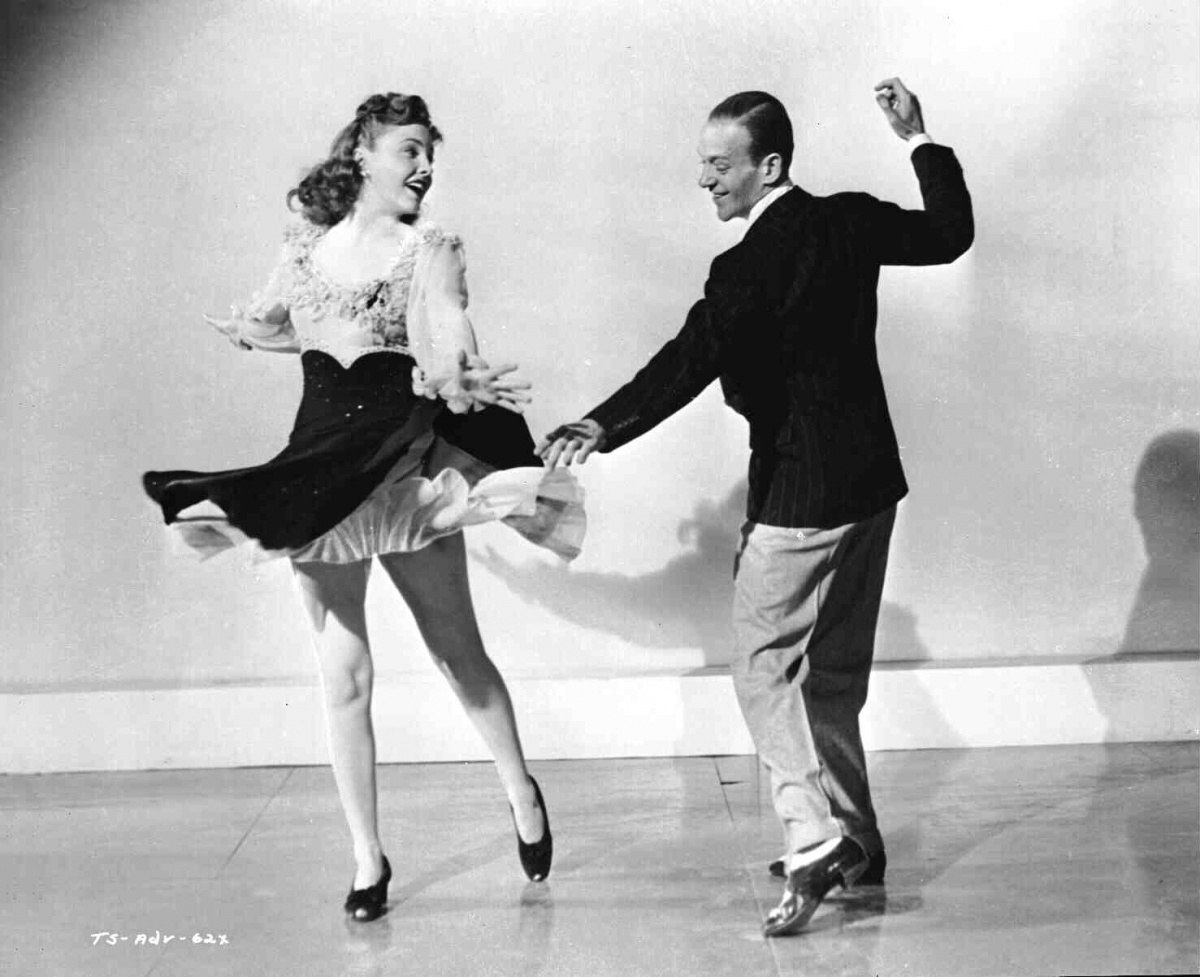
フレッド・アステアと（1943年）

ジョーン・レスリー（Joan Leslie、1925年1月26日 - 2015年10月12日）は、ハリウッド黄金時代に活躍したアメリカ合衆国の女優、ダンサー、ボードビリアン。代表作は『ハイ・シェラ』『ヨーク軍曹』『ヤンキー・ドゥードゥル・ダンディ』など。

## 生涯
1925年1月26日、ミシガン州ハイランド・パークに生まれる。出生名はジョーン・アグネス・テレサ・セイディ・ブローデル（Joan Agnes Theresa Sadie Brodel）。アイルランド系でカトリック。父親のジョンは銀行員、母親のアグネスはピアニスト。姉が二人いる。長女はメアリー（1916年 - 2015年）、次女はベティ（1920年生）。姉妹は母親の影響で幼い頃からサクソフォーン、バンジョーといった楽器演奏を習い、人前で歌や踊りを披露する。ジョーンは2歳半からそれに加わる。すぐにアコーディオンが弾けるようになる。
1930年代半ばに世界恐慌で父親が失業。生活のため姉妹はボードビリアンとしてショービジネス界に入り、カナダ、アメリカをツアーして回る。姉妹はザ・スリー・ブローデル（The Three Brodels）と呼ばれた。児童労働法に抵触するので姉妹は年齢をごまかした。9歳だったジェーンも調査員に16歳と嘘をついた。ジェーンは最年少ながらグレタ・ガルボ、キャサリン・ヘプバーン、モーリス・シュヴァリエ、ザス・ピッツ、ジミー・デュランテ、ルイーゼ・ライナーらの物真似で人気を博した。
1936年、ニューヨークでの公演中にMGMのスカウトの目に止まる。撮影所と週200ドルで6ヶ月契約を結ぶ。MGMではジュディ・ガーランド、ミッキー・ルーニー、フレディ・バーソロミューら他の子役スターと一緒にリトル・レッド・スクール・ハウスに通った。
女優としてのデビューはグレタ・ガルボ、ロバート・テイラー主演の恋愛映画『椿姫』（1936年）。テイラーの妹役だったが喋っているシーンはカットされ、またクレジットもされなかった。その後は役をもらえず、ディアナ・ダービンとともに撮影所から契約解除された。ジョーンはニューヨークに戻り、ラジオに出たりモデルをやったりした。しかし姉のメアリーがユニバーサルと契約したので、家族でハリウッドに移る。ジョーンはフリーランスで撮影所（主にRKO）で働き出す。
『翼の人々』（1938年）で小さな役を得るが、母親が13歳だったジェーンの年齢をごまかしていたことに監督のウィリアム・A・ウェルマンが気づき、それ以降の撮影はメアリーに交代させた。
最初に名前（ジョーン・ブローデル）がクレジットされたのは『Winter Carnival』（1939年）。南部訛りの女優を探していた監督に抜擢された。
15歳の時、ハリウッド監督たちが選ぶ「Baby Stars of 1940'」13人の1人に選出される。
ブレイクしたのは1941年にワーナー・ブラザースと契約してから。名前がジョーン・ブロンデルと名前が似ていたのでジョーン・レスリーに改名する。
その2週間後、まだ15歳だったジョーンは何の映画かわからずにスクリーンテストを受けさせられる。キュー（合図）と同時に泣くことができたので役を獲得。映画はハンフリー・ボガート、アイダ・ルピノ主演の『ハイ・シェラ』（1941年）で、ジョーンは足の不自由な少女ヴェルマを演じた。映画評論家のボズレー・クラウザーは「新人ジョーン・レスリーは小さい役を立派にこなしている」と評価した。
その年、ワーナー・ブラザースは第1次世界大戦のアメリカ軍兵士アルヴィン・ヨークの伝記映画『ヨーク軍曹』を製作することになり、ゲイリー・クーパーの相手役にジョーンが抜擢された。ヨークの婚約者グレイシー・ウィリアムズ役で、当初ジェーン・ラッセルが検討されたが、ヨーク本人が煙草も酒もやらない女優を希望したのでジョーンに決まった。『ヨーク軍曹』は興行的にはその年の興収トップ、批評的にも大成功した。アカデミー賞では11部門でノミネートされ、クーパーはアカデミー主演男優賞を受賞した
。クーパーは24歳も年上で、「クーパーから人形のセットをもらったわ」とジョーンは後に『トロント・スター』紙で語っている。「彼は私をそういうふうに見ていたの」"。
『The Male Animal』（1942年）ではオリヴィア・デ・ハヴィランドの妹役を演じる。ブロードウェイのオリジナル劇ではジーン・ティアニーがこの役を演じている。
1942年、パラマウント映画の『スイング・ホテル』のオーディションを受けるが、ワーナー・ブラザースは彼女を『ヤンキー・ドゥードゥル・ダンディ』のジェームズ・キャグニーの相手役に指名する。ブロードウェイのエンターテイナー、ジョージ・M・コーハン（の生涯を描いたミュージカル映画で、ジョーンはコーハンの妻で野心的な歌手メアリーを演じた。アカデミー賞では主演男優賞のキャグニーを含む8部門にノミネートされた。ジョーンはスターとなり、「甘ったるく見えないイノセントな乙女」と形容された。
1943年には4つの映画に出演した。『虚栄の花』ではアイダ・ルピノ、デニス・モーガンと共演。『ニューヨーク・タイムズ』紙は「役がそうであるように器用で何をやらせてもうまい」と評した。『青空に踊る』はRKO作品でフレッド・アステアの相手役。ハロルド・アーレン作曲・ジョニー・マーサー作詞の『My Shining Hour』を歌った。他にロナルド・レーガン共演の『ロナルド・レーガンの陸軍中尉』、『Thank Your Lucky Stars』に出演。
第2次世界大戦中は軍人向けの慰安酒保ハリウッド・キャンティーンで兵士と踊ったり、何百枚もサインするなど、定期的にボランティアをした。ワーナー・ブラザースがそのハリウッド・キャンティーンを舞台に作った『ハリウッド玉手箱』（1944年）に本人役で主演。ただし内容はフィクションでロバート・ハットン演じる兵士と恋に落ちる。この映画には姉のベティ・ブローデルも出演している。
戦後の1946年、『Motion Picture Herald』紙のアンケートで「将来が最も期待されるスター」に選ばれる。
ジョーンは撮影所が与える役に徐々に不満を感じるようになる。若さから求められる純情派のイメージから脱却し、よりシリアスな大人の女性を演じたいと思うようになった。その背景にはキリスト教カトリックの道徳観があったようで、ワーナー・ブラザースとの契約解除を求めて裁判を起こした。ワーナー・ブラザースのジャック・L・ワーナーは報復としてジョーン・レスリーをブラックリストに載せハリウッドのメジャー・スタジオから閉め出した。1947年、ジョーンはポヴァティ・ロウ系の小スタジオだったイーグル・ライオン・フィルムズと契約。フィルム・ノワール『Repeat Performance』（1947年）や西部劇『荒原の征服者』（1948年）といったB級映画に出演した。
イーグル・ライオン・フィルムズとの契約終了後、『The Skipper Surprised His Wife』（1950年、MGM）で久々にメジャー復帰を果たす。
1950年3月、産科医のウィリアム・コールドウェルと結婚。翌年1月に双子の娘パトリースとエレンを出産。
1950年代は娘の子育てに重きをおき、映画出演は不規則になる。1952年、低予算の西部劇映画を製作していたリパブリック・ピクチャーズと短期間契約。アメリカ空軍で活躍した実在の看護婦リリアン・キンケラ・ケイルの伝記映画『女の戦場』に主演する。最後の映画出演は『The Revolt of Mamie Stover』（1956年）。しかし、テレビには子育ての合間をみて散発的に出演を続ける。『Fire in the Dark』（1991年）を最後に引退。
2015年10月12日、ロサンゼルスで死去。90歳だった。 ホーリー・クロス墓地に埋葬された。

## レガシー
- 1960年10月8日、ハリウッド・ウォーク・オブ・フェームの星に名前を刻まれる[41]。
- 1999年、アメリカン・フィルム・インスティチュートの「1950年までにデビューした銀幕の女性レジェンド25人」にノミネートされる[42]。
- 2006年8月12日、映画・テレビの西部劇への貢献からゴールデンブーツ賞を授与される[43]。

## フィルモグラフィ

### 映画
- Signing Off (1936) ※短編、ブローデル。シスターズとして
- 椿姫 Camille (1936) ※クレジットなし
- 翼の人々 Men with Wings (1938) ※クレジットなし
- Nancy Drew... Reporter (1939) ※クレジットなし
- 邂逅 Love Affair (1939) ※クレジットなし
- Winter Carnival (1939)
- Two Thoroughbreds (1939)
- ラディー Laddie (1940)
- High School (1940) ※クレジットなし
- Young as You Feel (1940)
- Alice in Movieland (1940) ※短編
- Star Dust (1940) ※クレジットなし
- Susan and God  (1940) ※クレジットなし
- Military Academy (1940)
- 海外特派員 Foreign Correspondent (1940) ※クレジットなし
- ハイ・シェラ High Sierra (1941)
- The Great Mr. Nobody (1941)
- The Wagons Roll at Night (1941)
- Thieves Fall Out (1941)
- ヨーク軍曹 Sergeant York (1941)
- Nine Lives Are Not Enough (1941) ※クレジットなし
- The Male Animal (1942)
- ヤンキー・ドゥードゥル・ダンディ Yankee Doodle Dandy (1942)
- 虚栄の花 The Hard Way (1943)
- 青空に踊る The Sky's the Limit (1943)
- ロナルド・レーガンの陸軍中尉（英語版） This Is the Army(1943)
- Thank Your Lucky Stars (1943 )
- ハリウッド玉手箱 Hollywood Canteen (1944)
- I Am an American (1944) ※短編、クレジットなし
- Where Do We Go from Here? (1945)
- アメリカ交響楽 Rhapsody in Blue (1945)
- Too Young to Know (145)
- 婿探し千万弗 Cinderella Jones (1946)
- Janie Gets Married (1946)
- 王子と運ちゃん Two Guys from Milwaukee (1946)
- Repeat Performance (1947)
- 荒原の征服者 Northwest Stampede (1948)
- The Skipper Surprised His Wife (1950)
- 濁流（生まれながらの悪女） Born to Be Bad (1950)
- 馬上の男 Man in the Saddle (1951)
- 虐殺の砂漠 Hellgate (1952)
- アリゾナの勇者 Toughest Man in Arizona (1952)
- 私刑される女 Woman They Almost Lynched (1953)
- 女の戦場 Flight Nurse (1953)
- テキサス街道 Jubilee Trail (1954)
- Hell's Outpost (1954)
- The Revolt of Mamie Stover (1956)

### テレビ
- ジェーン・ワイマンの炉端劇場 Fireside Theater (1951)
- ジェネラル・エレクトリック・シアター  General Electric Theater (1958)
- ポリス・ストーリー Police Story (1975)
- チャーリーズ・エンジェル Charlie's Angels (1978)
- 超人ハルク The Incredible Hulk (1979)
- ジェシカおばさんの事件簿 Murder, She Wrote (1986)